# 中島俊治
中島 俊治（なかしま しゅんじ、1963年〈昭和37年〉 - ）は、日本のプログラマーであり、教育者でもある。ベクター企画副部長、ジョインベスト証券エグゼクティブマネージャーを経て、サイバー大学教授を務める。岡山県高梁市出身。

## 経歴

### 生い立ち
1963年（昭和37年）に岡山県高梁市に生れる。その後、地元の岡山県立高梁高等学校へ進学する。同期には、クリヤマホールディングス社長になる能勢広宣がいる。部活は、電気部と音楽部に所属し、それぞれ部長を務めていた。1981年（昭和56年）同校を卒業する。この後、広島県で郵政省関係の仕事を行っていた。その頃、まだ珍しかったインターネットを中島は日頃から使用しており、この経験が後の人生に大きな影響を与える。

### プログラマーとして
1997年（平成9年）34歳のときに、これからはインターネットの時代だと感じていた中島は、日本の検索サービス大手であるYahoo!の面接を受ける。面接では、Yahoo!の社長と取締役が面接官としており、彼らにもみじ饅頭を手渡して面接が始まった。和やかに話していた最中、社長から一言「今度、GeoCitiesを日本でも始めるのだが…」と切り出したところ、中島が「GeoCitiesをやりたいです。」と社長に直接告げた。通常であれば面接でこのようなことをすると落とされるはずが、社長がそれを面白がり、当時、既にYahoo!はソフトバンクの子会社であったが、親会社のソフトバンクへ手配してGeoCities Japanの社員第1号となった。
GeoCitiesは、元々アメリカでスタートしたWebサービスで、中島は既にこの時、アメリカのGeoCitiesで独学で習得したHTMLを使用してホームページを作成していた。このサービスは、日本でも開始され、誰もが無料でHTMLを使用してホームページを作成できるものであった。そして、GeoCitiesの社長は、孫正義であった。こうして中島は、当時まだ珍しかったプログラマーとしての社会人生活をスタートさせる。
中島がGeoCities Japanに入社したのは1997年8月であったが、その約2ヶ月後にサービスを開始する必要があった。このため、仕事量は非常に多く、サービス開始の5日前には、連日徹夜で作業を行った。しかしながら、これらの大変な作業も、中島にとっては、今後使用するであろうユーザーが喜ぶ姿を思い浮かべると同時に、プログラミングの作業自体が好きな仕事であったため、苦にはならずモチベーションを維持できた。
加えて中島は、利用者会員の増加をはかるため様々な企画を行い、これらが功を奏し、ついに、GeoCities Japanは日本で最大級のwebサービス会社となる。GeoCities Japanでの成功体験は、中島の人生においても最も大きい達成感があった。サービス開始時の社員はわずか4人。社長である孫正義から、「君たちは会社の宝だ」という言葉をもらえた際の喜びは、とても大きかったと中島は後に語っている。その後も、ベンチャー企業として株式上場を目指していたが、2000年（平成12年）中島が37歳の時に兄弟会社のYahoo!に併合された。そして、2005年（平成17年）中島が42歳の時にYahoo!からベクターへ異動となり、企画副部長となる。

### 金融・教育関連業務へ
2006年にSBIホールディングスへ異動となり、ここで金融関連の仕事も行う。同年11月、43歳の時に野村ホールディングス系列ジョンインベスト証券のエグゼクティブマネージャーとなる。また、2013年（平成25年）には、これまでのプログラマーというキャリアを活かして八洲学園大学生涯学習部の非常勤講師となる。同大学では、講師として、ホームページの作り方、Webアニメーション、ネットショップリテラシーを教えている。この他、秋草学園短期大学情報表現学部、放送大学教養学部、デジハリ・オンラインスクール、尚美学園大学芸術情報学部の非常勤講師を勤めている。
2016年（平成28年）53歳の時には、サイバー大学の准教授となり、一般社団法人Web技術振興協会の代表理事も務めている。2024年（令和6年）61歳の時に、サイバー大学ベストファカルティ賞受賞し、2025年、サイバー大学IT総合学部教授に就任した。

## 略歴
- 1963年 岡山県高梁市に出生
- 1981年 岡山県立高梁高等学校を卒業
- 1995年 放送大学教養学部を卒業
- 1997年 GeoCities Japanへ入社
- 2000年 Yahoo!へ異動する
- 2005年 ベクターへ異動、企画副部長となる
- 2006年 SBIホールディングスへ異動
- 2006年11月 ジョンインベスト証券エグゼクティブマネージャーへ就任
- 2013年 八洲学園大学生涯学習部の非常勤講師となる
- 2016年 サイバー大学准教授へ就任
- 2023年 放送大学大学院文化科学研究科を卒業
- 2024年 サイバー大学ベストファカルティ賞受賞
- 2025年 サイバー大学IT総合学部教授へ就任

## 受賞歴
- 2010年12月 マッシュアップアワード6（協力企業賞）受賞[6]
- 2014年 - Microsoft MVPアワード受賞（Developer Technologies カテゴリ）[6]
- 2024年3月 2023年度 サイバー大学ベストファカルティ賞受賞[6]

## 著書
- 『なかしまぁ先生のHTML5教室』2019年[7]
- 『ゼロから覚えるHTML・CSSとWebデザイン魔法の教科書』共著 栗山浩一, ナツメ社 2023年2月[8]
- 『なかしまぁ先生のCSSアニメーション入門』2023年9月[9]